# Margem (Gavião)
A Freguesia de Margem é uma freguesia portuguesa do Município do Gavião com 56,85 km² de área e 641 habitantes (censo de 2021), e, por isso, uma densidade populacional de 11,3 hab./km².
Tendo sede na povoação de Vale de Gaviões, a Freguesia de Margem compreende dez localidades.

## História
Foi vila e sede de concelho até 1836. Teve foral em 1518.
Pertenceu ao concelho (atual município) de Ponte de Sor quando da supressão do de Gavião entre 1895 e 1898.

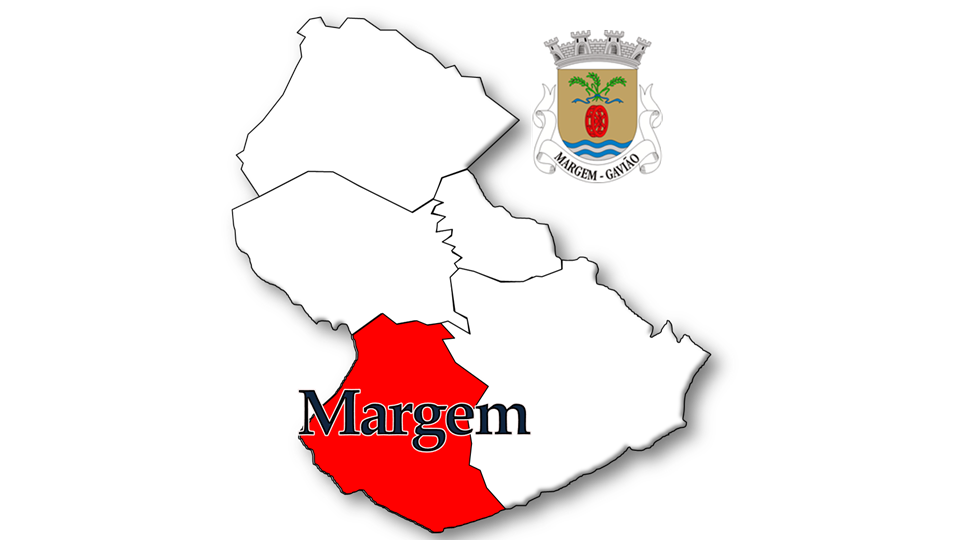
Localização no Município de Gavião

## Demografia
A população registada nos censos foi:
| Distribuição da População por Grupos Etários | Distribuição da População por Grupos Etários | Distribuição da População por Grupos Etários | Distribuição da População por Grupos Etários | Distribuição da População por Grupos Etários |
| -------------------------------------------- | -------------------------------------------- | -------------------------------------------- | -------------------------------------------- | -------------------------------------------- |
| Ano                                          | 0-14 Anos                                    | 15-24 Anos                                   | 25-64 Anos                                   | > 65 Anos                                    |
| 2001                                         | 93                                           | 95                                           | 423                                          | 415                                          |
| 2011                                         | 550                                          | 64                                           | 361                                          | 336                                          |
| 2021                                         | 55                                           | 26                                           | 294                                          | 266                                          |